# Juan José Cobo

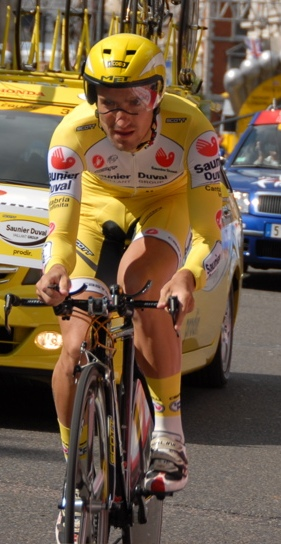
Juan José Cobo

Juan Jose Cobo Acebo (nascido em 11 de fevereiro de 1981 em Cabezón de la Sal, Cantábria) E um ciclista de estrada espanhol da equipe Scott-American Beef (ex-Saunier Duval). 
Ele se tornou profissional em 2004. Ele ganhou duas etapas (1 e 5), bem como a classificação geral, na Volta ao País Basco 2007.
ele foi vencedor da Volta a Espanha de 2011 mas passados 9 anos foi lhe retirada devido doping.
A 13 de junho de 2019, o órgão dirigente do ciclismo, a União Ciclista Internacional (UCI), anunciou que Cobo havia sido considerado culpado de uma violação antidopagem, de acordo com provas encontradas no seu passaporte biológico. Como resultado, a UCI penalizou-o com um período de inelegibilidade de três anos. Cobo foi oficialmente despojado do título a 18 de junho de 2019.  A 17 de julho de 2019, quando o tempo Cobo recorrer expirou, sem requerimento, a UCI reconheceu Chris Froome como o vencedor de 2011, tornando-o retroativamente o primeiro britânico a vencer uma Grande Volta. 
Ele é um especialista escalador.
Equipas:
- suspenso por doping (2019-06-13 / 2022-06-12)
- 2014 Torku Şekerspor,  2013 Movistar Team,  2012 Movistar Team,  2011 Geox-TMC Transformers,  2010 Caisse d'Epargne,  2009 Fuji-Servetto,  2008 Scott - American Beef,  2007 Saunier Duval,  2006 Saunier Duval - Prodir,
- 2005 Saunier Duval Prodir, 2004 Saunier Duval - Prodir.

Palmares
- etapa Tour de France ('08)
- etapa Vuelta a Burgos  ('08)
- etapa Volta a Portugal  ('08)
- etapa Vuelta a Castilla y Leon  ('09)

1. ↑  «Pro cycling stats». Pro Cycling Stats. Consultado em 4 de agosto de 2020
2. ↑  «Equipe Scott - American Beef (2008)». Pro Cycling Stats. Consultado em 4 de agosto de 2020